# Bloomfield Road
Die Bloomfield Road ist ein Fußballstadion im englischen Blackpool, Grafschaft Lancashire. Es bietet Platz für 17.338 Zuschauer und dient dem FC Blackpool als Heimspielstätte. Der Verein spielt derzeit in der EFL Championship, der zweiten englischen Liga.

## Geschichte

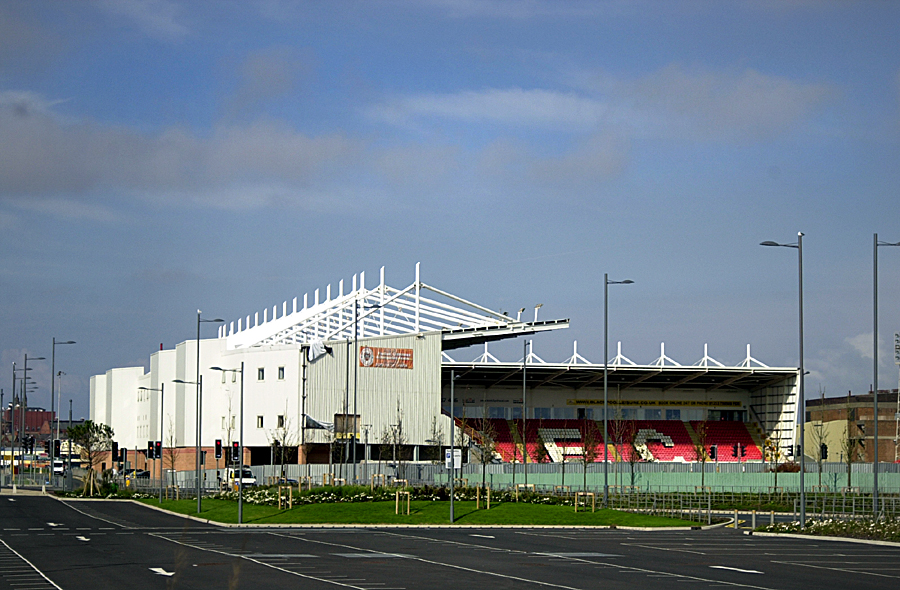
Die Bloomfield Road im Jahr 2006

Im Jahre 1899 wurde die Bloomfield Road in Blackpool eröffnet. Zuvor hatte das Stadion, welches damals noch mehr einem Sportplatz ähnelte, da es nur sehr wenige Zuschauerränge, von Tribünen ganz zu schweigen, gab, den Namen Gamble’s Field. Das erste Spiel in der Bloomfield Road fand 1899 zwischen South Shore F.C., einem Verein, der wenig später dem FC Blackpool beitreten sollte, und Newton Heath FC, dem heutigen Manchester United statt. Nach der Übernahme von South Shore durch den FC Blackpool diente das Stadion dem FC Blackpool seit 1901 als Heimstätte. Dieser Verein trägt auch heute noch seine Heimspiele in der Bloomfield Road aus.
Über den Zeitraum von 1999 bis 2012 fand eine Komplettrenovierung der Bloomfield Road statt. Nach Ende dieser Renovierung liegt die Kapazität des Stadions bei 17.338 Plätzen.
Die Bloomfield Road besteht im Wesentlichen aus vier Tribünen. Zum einen gibt es den Sir Stanley Matthews West Stand, der benannt ist nach Sir Stanley Matthews (1915–2000), dem besten Fußballer, der jemals das Trikot des FC Blackpool getragen hat. Diese Tribüne bildet die Haupttribüne. Außerdem befindet sich dort der Spielertunnel, wo die Spieler beider Mannschaften zum Spiel ins Stadion kommen. Eine weitere Tribüne ist der Stan Mortensen North Stand, auch The Kop genannt. Diese Tribüne ist benannt nach einer anderen Blackpool-Legende, dem ehemaligen Stürmer Stan Mortensen (1921–1991). Des Weiteren gibt es den East Stand, der eine Gegentribüne zum Sir Stanley Matthews West Stand bildet und die Tribüne im Stadion mit dem zweitmeisten Sitzplätzen ist. Zu guter Letzt ist noch der Jimmy Armfield South Stand zu erwähnen, der seinen Namen nach dem 43-maligen englischen Nationalspieler und Weltmeister von 1966, Jimmy Armfield, hat, der seine gesamte Karriere beim FC Blackpool verbrachte.

## Besucherrekord und Zuschauerschnitt
Die größten Zuschauerkulisse versammelte sich am 19. September 1955 in der Bloomfield Road. Das Spiel der First Division 1955/56 zwischen dem FC Blackpool und den Wolverhampton Wanderers lockte 38.098 Besucher in das Stadion. Nach der Umwandlung in ein reines Sitzplatzstadions besteht seit dem 17. Oktober 2010 die Bestmarke von 16.116 Besuchern bei der Partie des Heimteams gegen Manchester City in der Premier-League-Saison 2010/11.
- 2012/13: 13.917 (Football League Championship)
- 2013/14: 14.217 (Football League Championship)
- 2014/15: 11.172 (Football League Championship)
- 2015/16: 07.052 (Football League One)
- 2016/17: 03.456 (EFL League Two)